# Équipe cycliste Movistar Ecuador
L'équipe cycliste Movistar Ecuador, (anciennement nommée Movistar Team Ecuador) est une équipe cycliste enregistrée en Équateur et ayant le statut d'équipe continentale de 2014 à 2019. Elle participe aux circuits continentaux de cyclisme et en priorité à l'UCI America Tour. Elle est la première équipe professionnelle équatorienne, jamais montée.

## Histoire de l'équipe

### Premier voyage en Europe
L'équipe débarque au mois de juin 2013, en Europe pour un programme de vingt-sept jours de compétition entre la péninsule ibérique, la France et La Roumanie. Celui-ci est concocté par son capitaine de route et manager José Ragonessi, en collaboration avec la société Pro Cycling Consulting. Ce périple doit faire progresser les coureurs, et servir de bases pour que la formation devienne une équipe continentale, l'année suivante. La première course choisie pour s'adapter au rythme des compétitions européennes est le Grand Prix Abimota, au Portugal. Deux coureurs terminent le Grand Prix, Segundo Navarrete et le champion panaméricain des moins de 23 ans, Richard Carapaz, satisfaisant la direction. Carapaz s'illustre dès l'épreuve suivante, beaucoup plus montagneuse. Dans le Tour des Pays de Savoie, il termine trois fois dans les cinq premiers aux arrivées d'étapes (pour une neuvième place finale). Même s'ils ne peuvent participer à la Ronde de l'Oise et au Kreiz Breizh Elites, comme ils en avaient l'intention, les résultats de Richard Carapaz permettent aux coureurs de la catégorie Espoir de recevoir une invitation pour le Tour de l'Avenir. Cependant, le Team RPM - Ecuador décline l’invitation devant la proximité de l’évènement et surtout sa difficulté. N'entrant pas dans leurs plans, les responsables de l'équipe pensent qu'ils sont insuffisamment préparés pour une course de cette envergure. Avant de disputer la Vuelta a Zamora, sur un terrain plus à leur convenance, les résultats au Tour de Roumanie, déterminés par le contre-la-montre par équipes du premier jour et un parcours peu accidenté, sont satisfaisants pour le directeur technique Santiago Rosero. Segundo Navarrete termine sur une dixième place, en Espagne, le séjour en Europe. Bien qu'initialement prévu dans leur programme, la formation ne prend pas le départ du Trophée Joaquim Agostinho, ni du Tour de León.

### Création de l'équipe continentale
Le 25 octobre, les responsables de la formation envoient, par écrit, à la fédération équatorienne de cyclisme, leur intention de devenir une équipe continentale UCI. C'est le premier passage obligé pour que ce projet, vieux de plusieurs mois, soit une réalité. À cette date, seules des entités publiques comme la fédération et le ministère des sports le soutiennent, mais la recherche d'appuis dans le secteur privé est poursuivie. Avant la date-butoir du 25 novembre, les responsables du projet payent la taxe, demandée par l'UCI pour faire partie des équipes continentales, en 2014. La fédération internationale délègue aux fédérations nationales le degré d'exigence pour en faire partie. La fédération équatorienne, comme la grande majorité d'entre elles, exigent les normes a minima. Début décembre, la formation fournit au dossier toutes les pièces requises, comme les contrats de sponsoring, les avoirs bancaires, les contrats avec les coureurs... Au-delà de ces normes minimales imposées, le Team RPM Ecuador acquiert un autocar et un camping-car totalement équipés, ainsi qu'un camion-atelier et deux voitures de direction, dans la volonté de séduire les organisateurs d'épreuves, par la qualité de leurs infrastructures.
En novembre 2013, la formation présente son staff technique à la tête duquel se trouve Melchor Mauri, vainqueur du Tour d'Espagne 1991. Il est secondé par deux directeurs sportifs Domènec Carbonell (qui a déjà dirigé l'équipe au Tour de Rio et au Tour de l'Équateur) et Santiago Rosero, plus particulièrement chargé de la coordination du projet avec la direction sportive. La préparation physique est confiée à Xavier Ràfols i Simón, avec l'appui scientifique du docteur Piero Galilea Ballarini, chargé d'analyser les informations sur les capacités des coureurs. Tandis que Jaume Mas (ancien sélectionneur de l'équipe espagnole sur piste aux Jeux de 2004) est plus particulièrement chargé de configurer et corriger leur position sur les vélos. L'effectif comprend également un physiothérapeute et deux personnes chargées plus spécifiquement du matériel.
Domènec Carbonell annonce avoir l'intention de disputer soixante-dix jours de course en Amérique et une soixantaine en Europe. Trouver des épreuves en Amérique est plus facile (l'équipe y est fortement attendue) que sur le Vieux Continent. L'enrôlement de coureurs Espagnols a pour vocation d'ouvrir les portes de courses du calendrier ibérique. L'objectif clair des responsables du projet est un saut qualitatif. Ceux-ci pensent déjà avoir de bons coureurs mais veulent progresser au niveau technique que ce soit dans l'entraînement, le matériel ou la gestion des courses. Ils veulent préparer et amener une équipe compétitive aux Jeux de Rio en 2016. Jaume Mas fait ainsi partie du staff, pour former un quartet de poursuite par équipes. La structure comprend dix-neuf coureurs, onze Équatoriens et huit Espagnols. Quinze ou seize noms seront donnés à l'UCI et quelques pistards complèteront l'effectif. Carbonell la décrit comme un groupe polyvalent, d'expérience contrastée, mélange de jeunesse (sept ou huit de la catégorie Espoir) et de maturité. La majorité des Équatoriens choisis comme Richard Carapaz, Jorge Luis Montenegro ou José Ragonessi sont issus du club RPM, dont l'équipe continentale est l'émanation. Elle servira de bases aux sélections nationales engagées aux Jeux, Mondiaux et autres compétitions Sub-23. Au niveau des transferts, l'objectif est de faire signer Byron Guamá, considéré par les responsables comme le meilleur coureur équatorien actuel, il leur est inconcevable de ne pas l'avoir dans leur rang.
À la fin de l'année 2013, la direction obtient la signature de Guamá. Malgré les doutes qui l'assaillent au moment de quitter la formation Movistar America, il choisit de participer au projet national, son amitié avec José Ragonessi et l'orgueil de faire partie de la première équipe continentale équatorienne l'ayant emporté. Il exprime, également, son contentement à pouvoir, de nouveau, courir en Europe.

### 2015

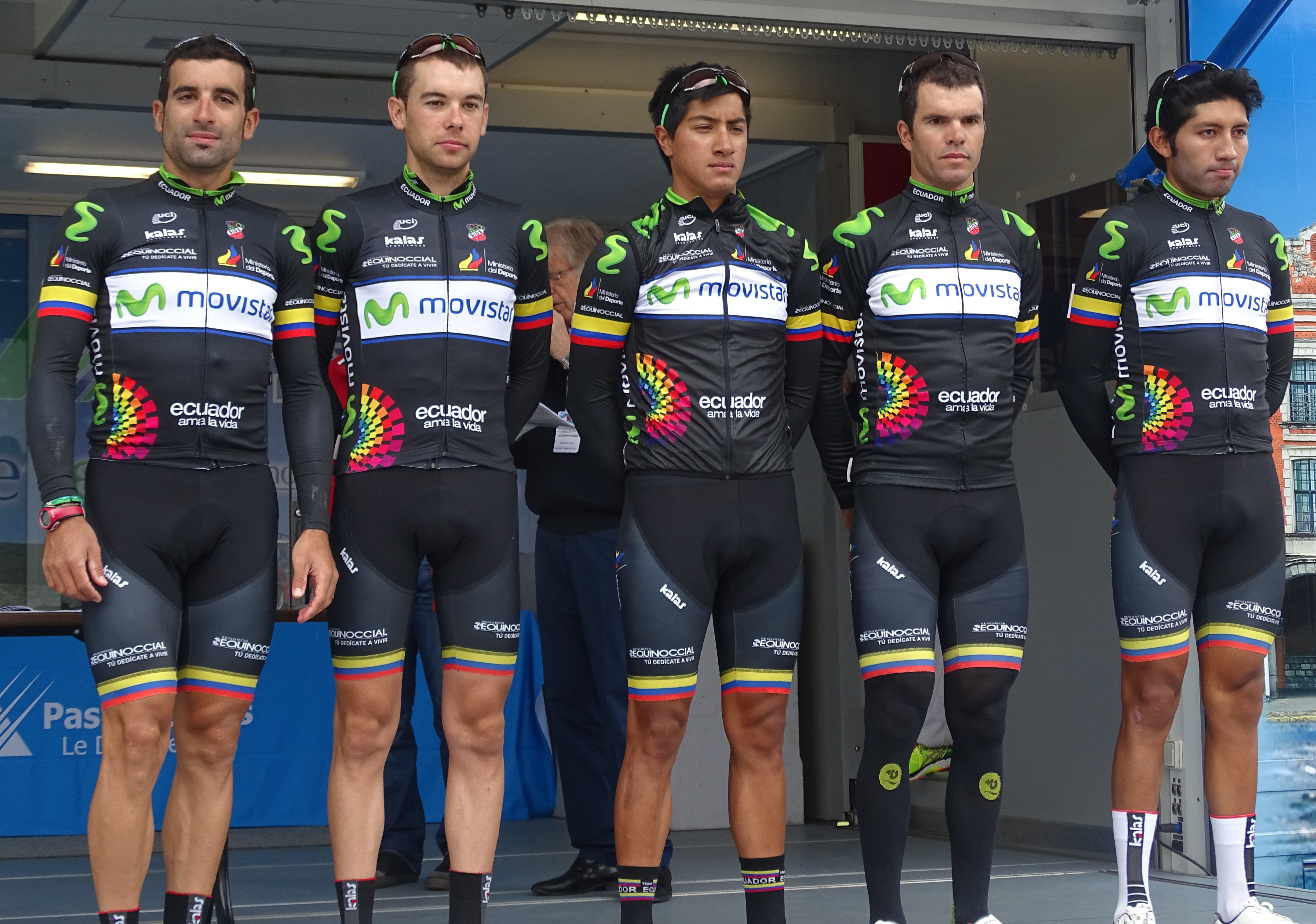
L'équipe en 2015

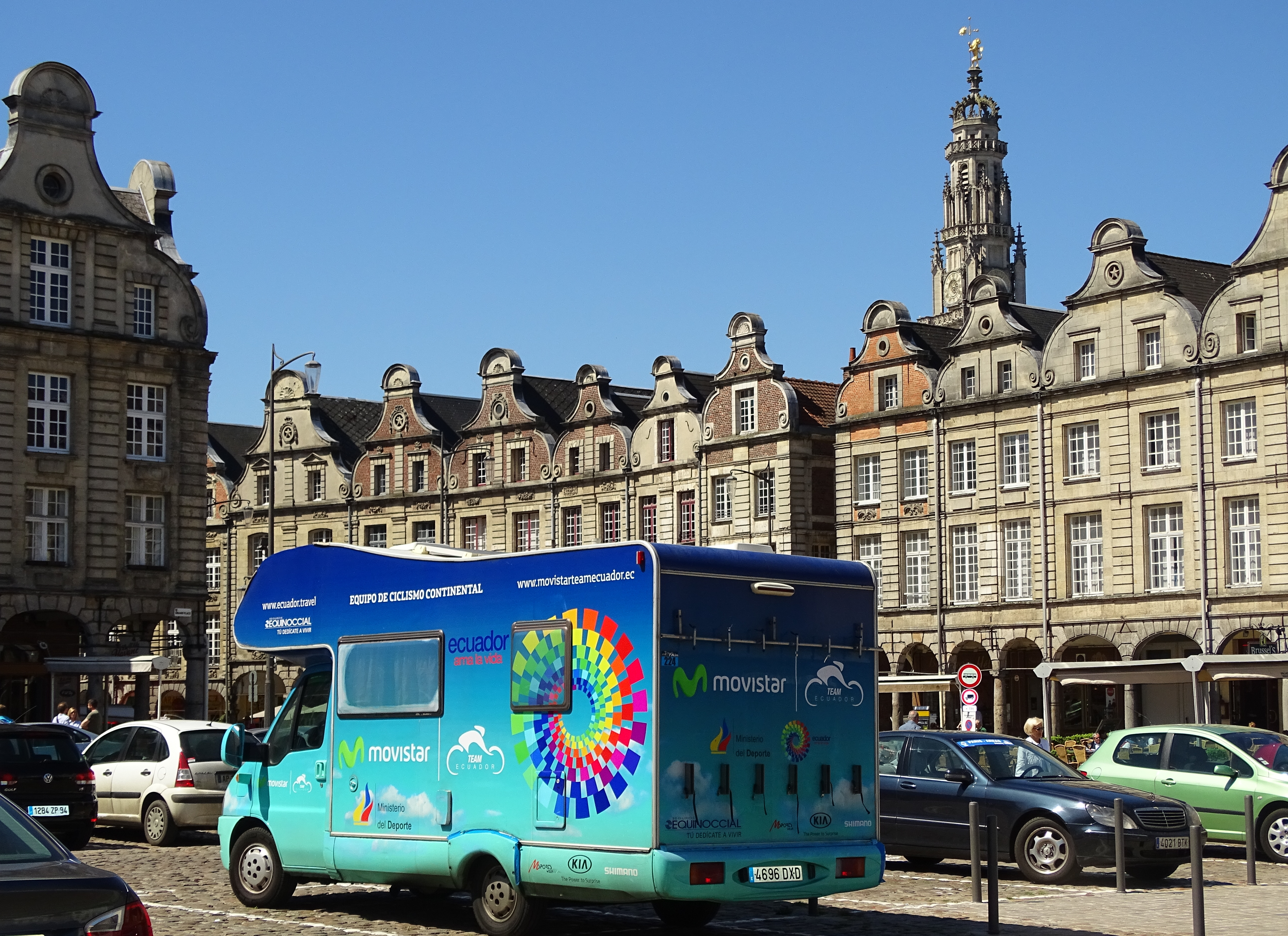
Véhicule de l'équipe en 2015

## Principales victoires

### Courses par étapes
- Grand Prix international de Guadiana : Jordi Simón (2015)
- Tour du Rio Grande do Sul : Byron Guamá (2015)
- Tour de Miranda : Wilson Haro (2019)

### Championnats nationaux
- Championnats d'Équateur sur route : 3
  - Course en ligne : 2014 (Byron Guamá) et 2015 (José Ragonessi)
  - Contre-la-montre : 2014 (José Ragonessi)

## Classements UCI
L'équipe participe aux circuits continentaux et principalement à des épreuves de l'UCI America Tour. Les tableaux ci-dessous présentent les classements de l'équipe sur les différents circuits, ainsi que son meilleur coureur au classement individuel.
UCI Africa Tour
| Saison | Classement par équipes | Meilleur coureur au classement individuel |
| ------ | ---------------------- | ----------------------------------------- |
| 2015   | 18e                    | Albert Torres (212e)                      |

UCI America Tour
| Saison | Classement par équipes | Meilleur coureur au classement individuel |
| ------ | ---------------------- | ----------------------------------------- |
| 2014   | 5e                     | Byron Guamá (5e)                          |
| 2015   | 7e                     | Byron Guamá (2e)                          |
| 2016   | 22e                    | Byron Guamá (208e)                        |
| 2017   | 29e                    | Byron Guamá (62e)                         |
| 2018   | 7e                     | Jefferson Cepeda (48e)                    |
| 2019   | 7e                     | Santiago Montenegro (32e)                 |

UCI Asia Tour
| Saison | Classement par équipes | Meilleur coureur au classement individuel |
| ------ | ---------------------- | ----------------------------------------- |
| 2014   | 81e                    | Albert Torres (388e)                      |

UCI Europe Tour
| Saison | Classement par équipes | Meilleur coureur au classement individuel |
| ------ | ---------------------- | ----------------------------------------- |
| 2014   | 93e                    | Jordi Simón (252e)                        |
| 2015   | 100e                   | Jordi Simón (249e)                        |

## Ecuador en 2016

### Effectif
| Cycliste              | Date de naissance | Nationalité | Équipe 2015      |  |
| --------------------- | ----------------- | ----------- | ---------------- |  |
| Edson Calderón        | 3 juin 1984       | Colombie    | Manzana Postobón |  |
| Jefferson Cepeda      | 2 mars 1996       | Équateur    | Ecuador          |  |
| Byron Guamá           | 14 juin 1985      | Équateur    | Ecuador          |  |
| Pablo Hidalgo         | 16 juillet 1987   | Équateur    | Ecuador          |  |
| Jorge Luis Montenegro | 26 septembre 1988 | Équateur    | Ecuador          |  |
| Carlos Quishpe        | 21 juillet 1991   | Équateur    | Ecuador          |  |
| Cristian Pita         | 6 février 1995    | Équateur    |                  |  |
| José Ragonessi        | 11 décembre 1984  | Équateur    | Ecuador          |  |
| Albert Torres         | 26 avril 1990     | Espagne     | Ecuador          |  |
| Henry Velasco         | 17 novembre 1992  | Équateur    | Ecuador          |  |
| David Villavicencio   | 21 mai 1991       | Équateur    |                  |  |

### Victoires
| Date       | Course                                | Pays      | Classe | Vainqueur        |
| ---------- | ------------------------------------- | --------- | ------ | ---------------- |
| 08/04/2016 | 3e étape du Tour du Rio Grande do Sul | Brésil    | 2.2    | Byron Guamá      |
| 10/04/2016 | 5e étape du Tour du Rio Grande do Sul | Brésil    | 2.2    | Jefferson Cepeda |
| 15/07/2016 | 8e étape du Tour du Venezuela         | Venezuela | 2.2    | Byron Guamá      |

## Saisons précédentes
- Saison 2015